# Carl von Clausewitz
Carl Philipp Gottlieb von Clausewitz ([kaʁl fɔn ˈklaʊzəvɪts]; Burg, 1º luglio 1780 – Breslavia, 16 novembre 1831) è stato un generale, scrittore e teorico militare prussiano.
Maggior generale nell'esercito prussiano, combattente durante le guerre napoleoniche, è famoso per avere scritto il trattato di strategia militare Della guerra (Vom Kriege), pubblicato per la prima volta nel 1832, ma mai completato, a causa della morte precoce dell'autore. Quasi tutta la sua vita si svolse sotto il regno di Federico Guglielmo III.

## Biografia
Nato nel 1780 in una famiglia della piccola borghesia, Carl von Clausewitz si arruolò nell'esercito prussiano a soli 12 anni, nel 1792. Nel 1794 divenne ufficiale e venne impiegato in compiti di guarnigione sino al 1806. In questo periodo, divenne amico di Gerhard von Scharnhorst, uno dei principali generali prussiani, e fu da lui introdotto a corte.
Avendo aderito la Prussia alla coalizione antifrancese nel 1805, nel 1806 partecipò alla campagna militare che si concluse con la sconfitta di Jena, dove fu catturato dai francesi. Dopo la stipula della pace di Tilsit nel 1807, nel 1808 tornò in Prussia e si impegnò insieme a Scharnhorst nella riforma dell'esercito. Nel 1810, promosso maggiore e sposatosi con Marie von Brühl, fu nominato professore all'accademia militare, appena rifondata dall'amico Scharnhorst, e responsabile della formazione militare del principe, il futuro Guglielmo I, per il quale redasse nel 1812 un opuscolo intitolato Principi della guerra. Sempre nel 1812, in disaccordo con la linea politica filofrancese imposta dalla pace di Tilsit, rassegnò le sue dimissioni dall'esercito prussiano e si arruolò, assieme a Scharnhorst e August Neidhardt von Gneisenau, in quello russo. Membro dello Stato maggiore russo, prese parte alla campagna del 1812 sul fronte baltico e fu tra i protagonisti dei negoziati che spinsero la Prussia ad abbandonare la coalizione napoleonica. Ritornato nell'esercito prussiano, partecipò alla vittoriosa campagna del 1813-1814 (battaglia di Lipsia) e a quella conclusiva del 1815, anche se non partecipò direttamente alla battaglia di Waterloo.
Promosso generale nel 1818, si aspettava di poter ricevere adeguati riconoscimenti dal sovrano prussiano ma, sospettato di essere un riformista, venne nominato amministratore capo della scuola di guerra di Berlino, carica che tenne fin quasi alla sua morte. Dal 1818 al 1830 lavorò al suo celeberrimo scritto Della guerra (Vom Kriege), senza però che tutto questo periodo fosse sufficiente a fargli concludere il lavoro. A causa dell'insurrezione polacca del 1831, fu richiamato in servizio attivo come capo di stato maggiore di Gneisenau e inviato sul fronte polacco, ove morì per la medesima epidemia di colera che uccise anche Hegel.

### Saggi di storia militare
A partire dal 1808 iniziò a lavorare a un copioso corpus di saggi brevi sulla storia militare prussiana e sulla storia militare del secolo XVIII. Inoltre, analizzò le guerre napoleoniche in brevi saggi, libri, articoli e altro materiale che fu utilizzato nelle accademie militari prussiane e in seguito di altri principati tedeschi. Il saggio Della guerra fu utilizzato successivamente nei corsi d'accademia di molte nazioni, sia europee sia extra europee, affermandosi come uno dei più letti testi di teoria della guerra. Il suo successo si internazionalizzò però solo dopo la guerra franco-prussiana, quando nelle accademie si diffuse una maggiore curiosità verso l'esercito tedesco, che era riuscito a sconfiggere l'esercito francese, considerato il migliore del mondo fino a quel momento. Il pensiero di von Clausewitz fu notevolmente influenzato dalla filosofia hegeliana e per questo la fortuna delle sue opere fu condizionata anche dalla diffusione di metodi di ragionare collegati con questa scuola di pensiero. Von Clausewitz, anche per questa ragione, fu molto letto e commentato anche in ambienti marxisti e marxisti-leninisti e Della guerra fece parte dei corsi di studio delle accademie militari sovietiche.

## Della guerra

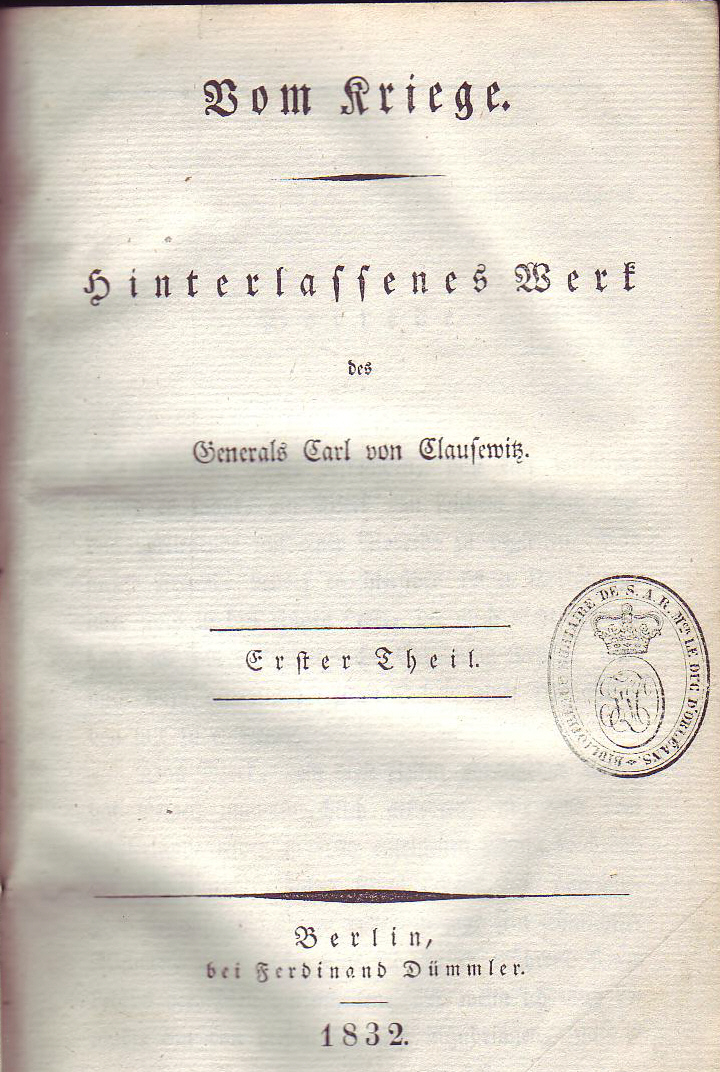
Copertina di Vom Kriege

Tra il 1832 e il 1837, la moglie fece pubblicare la sua opera, composta in otto libri, ancora incompiuta. Della guerra è il fondamento principale della teoria strategica moderna per il suo realismo e per la sua completezza concettuale, tanto da oltrepassare l'ambito militare e influenzare la politica, la scienza politica e le altre scienze umane.
Nel trattato, gli aspetti politico-filosofici della guerra sono strettamente correlati con essa. Celebre la sua frase: 
Con questa asserzione, von Clausewitz afferma che in una comunità la politica, e quindi l'azione di governo, sono gerarchicamente superiori alla guerra e la utilizzano come strumento per i propri scopi. Non è possibile concepire un progetto bellico se non sussiste una comunità politica, per quanto primordiale, che lo decida. Ecco perché scrive anche:
e
Ancora più importante, seppure molto meno citata, è l'affermazione che la natura della guerra è la risultante di tre forze inseparabili: il cieco istinto (odio, inimicizia, violenza primordiale), la libera attività dell'anima (valore militare, gioco d'azzardo e calcolo delle probabilità, strategia) e la pura e semplice ragione (politica), che è l'unico elemento razionale:
Queste convinzioni formano il contesto necessario entro cui comprendere altre affermazioni più "tecniche":
Clausewitz fu il primo teorico militare occidentale a prendere in esame l'importanza del sentimento bellico, dell'animo del comandante, dei soldati e del popolo. Nel suo libro, contrastando le idee di Kant espresse nell'articolo Risposta alla domanda: che cos'è l'Illuminismo?, afferma che il sottoposto non è costretto ad accettare ciecamente gli ordini e le imposizioni del suo superiore, ma deve invece essere critico nei suoi confronti. Questa idea verrà poi rifiutata dai generali tedeschi della seconda guerra mondiale: in particolare possiamo leggere nella biografia di Friedrich Paulus, per opera di suo figlio, la sua cieca obbedienza anche quando gli ordini tattico-strategici di Adolf Hitler erano contrari ai suoi.

## Fortuna e critica successiva
La fortuna del Della guerra toccò il culmine negli anni appena precedenti alla prima guerra mondiale, quando divenne una sorta di testo sacro per gli alti comandi tedeschi e non solo. Anche sotto il profilo politologico gli autori novecenteschi ricevettero, dalla lettura del testo, numerose suggestioni.
Successivamente, in ambiente anglosassone, il testo fu molto attaccato sul piano teorico dal capitano Basil Liddell Hart, storico militare e teorico delle forze corazzate, dalle varie scuole antropologiche che iniziavano a studiare il fenomeno bellico e, in anni più recenti, dallo storico militare John Keegan.
Le critiche si concentrarono soprattutto sul fatto che l'impianto teorico di von Clausewitz risultava valido solo nel caso specifico delle guerre combattute tra potenze sovrane dell'Europa occidentale (in altri luoghi ed epoche erano esistite guerre non politiche), e che alcuni dei precetti tattici da lui descritti risultavano datati, retorici, dogmatici o erronei. Le critiche non scalfirono la fortuna dell'opera, che anzi tra le due guerre conobbe molte ristampe e traduzioni, diffondendosi ancora di più, anche se ormai veniva interpretata in maniera molto differente da vari esegeti.
Anche oggi esistono scuole di teoria militare che si rifanno agli insegnamenti di von Clausewitz, ritenendoli perfettamente corrispondenti alla realtà. Un esempio di storico e teorico militare clausewitziano è dato da Edward Luttwak.